# Малгіум

Стародавнє Межиріччя

Малгіум — місто та прилегла до нього область у Стародавній Месопотамії, на східному березі Тигру, на південь від гирла річки Діяли.

## Історія
Розквіт міста припадав на старовавилонський період. Малгіум вів війни з Ларсою (за правління царя Гунгунума) й увійшов до складу об'єднання держав, що розташовувались за Тигром, спрямованого проти Хамурапі. Топонім простежується у назвах років царювання того правителя. Наприкінці старовавилонського періоду згадки про Малгіум зникли.